# 亚历克斯·威尔逊 (1907年)
亚历克斯·威尔逊（英語：Alex Wilson，1907年12月1日—1994年12月9日），加拿大男子田径运动员，主攻400米和800米赛跑。他曾代表加拿大参加1928年和1932年夏季奥林匹克运动会田径比赛，获得一枚银牌和三枚铜牌。